# Sven Lüscher
Sven Lüscher, né le 5 mars 1984, est un footballeur suisse évoluant actuellement au poste de milieu offensif au FC Aarau.

## Biographie
Il joue trois matchs en Coupe de l'UEFA avec le BSC Young Boys lors de la saison 2008-2009.

## Palmarès
- Champion de Suisse de D2 en 2013 avec le FC Aarau